# 高野村 (茨城県)
高野村（こうやむら）は、かつて茨城県北相馬郡に存在した村の一つ。現在の茨城県守谷市南西部に当たる地域。1889年（明治22年）4月1日の村制で誕生した。なお、その前身の1つである高野村（こうやむら）については、高野 (守谷市)を参照。

## 地理
茨城県北相馬郡西部にあった村。地域の南端を流れる利根川沿いを除いて常総台地上に位置した村である。
現在の地名では乙子、高野、鈴塚、美園の全域と、けやき台、松ケ丘の一部に相当する。

### 地域
- 大字高野
  - （字）五十塚、瓜代、北今城、南今城、根切、仲原、向坪ほか
- 大字鈴塚
  - （字）大目、久保ほか
- 大字乙子
  - （字）柿ノ沢、向山ほか

## 歴史

### 地名の由来
高野村、鈴塚村、乙子村の中で最も大村である高野村の名前を採った。前身となる高野村は、天慶元年に平将門が興世王の分城（今城 (下総国) を参照）を築き今城村としたことに始まり、平将門が紀州高野山金剛峰寺にまねてここに海禅寺を創建したことから、慶長年間に高野村と改めたものである。

### 沿革・年表
- 1873年（明治6年）6月15日 - 廃藩置県により、相馬郡が千葉県所属となる。
- 1875年（明治8年）5月7日 - 相馬郡のうち、利根川以北が茨城県に移管。
- 1878年（明治11年）7月22日 - 郡区町村編制法が施行され、相馬郡が2つに分割され、北相馬郡が成立する。
- 1889年（明治22年） - 北相馬郡高野村、乙子村、小山村が合併し、北相馬郡高野村となる。
- 1900年（明治33年） - 蒸気船｢通運丸｣運行開始。
- 1955年（昭和30年） 3月1日 - 守谷町，大野村，大井沢村と合併して守谷町となり、消滅する。

## 地域の変遷

### 市町村域
| 慶長以前     | 慶長年間 - 明治11年7月21日 | 明治11年7月22日 - 明治22年3月31日 | 明治22年4月1日 - 昭和30年2月28日 |
| ------------ | -------------------------- | --------------------------------- | -------------------------------- |
| 相馬郡今城村 | 相馬郡高野村               | 北相馬郡高野村                    | 北相馬郡高野村                   |
| 相馬郡乙子村 | 相馬郡乙子村               | 北相馬郡乙子村                    | 北相馬郡高野村                   |
| 相馬郡鈴塚村 | 相馬郡鈴塚村               | 北相馬郡鈴塚村                    | 北相馬郡高野村                   |

| 昭和30年3月1日 - 平成14年2月2日 | 現在   |
| ------------------------------- | ------ |
| 北相馬郡守谷町                  | 守谷市 |

## 交通
高野村には鉄道駅は存在しなかったが、隣町の守谷町に常総鉄道（後の常総筑波鉄道、現在の関東鉄道常総線）が通り、守谷駅を利用することができた。また、1900年（明治33年）より、常総鉄道が開通する1913年（大正2年）までは鬼怒川、利根川、江戸川流域より東京市を結ぶ蒸気船｢通運丸｣を利用することができた。その他にも1873年（明治6年）から利根川に渡船場が存在したが、1935年（昭和10年）頃の大洪水の後に閉鎖された。

## 施設
- 高野村高野小学校